# Comuna Sverdlovka, Korop
Sverdlovka (în ucraineană Свердловка) este o comună în raionul Korop, regiunea Cernihiv, Ucraina, formată din satele Smile și Sverdlovka (reședința).

## Demografie
Componența lingvistică a comunei Sverdlovka
     Ucraineană (98,16%)
     Rusă (1,84%)
Conform recensământului din 2001, majoritatea populației comunei Sverdlovka era vorbitoare de ucraineană (98,16%), existând în minoritate și vorbitori de rusă (1,84%).